# 石原燃
石原 燃（いしはら ねん、1972年 - ）は、日本の劇作家。東京都文京区出身、大阪府在住。本名、津島香以（つしま かい）。演劇ユニット「燈座（あかりざ）」主宰。
母は小説家津島佑子、祖父は作家太宰治。ペンネームの由来は祖母津島美知子の旧姓石原による。

## 来歴
武蔵野美術大学建築学科卒業。2007年、劇団劇作家に所属。2009年より劇作家として活動し、2010年に「フォルモサ!」で劇団大阪創立40周年の戯曲賞の大賞、2013年に「父を葬る」で第24回テアトロ新人戯曲賞佳作を受賞。
2020年、「文學界」に発表した小説デビュー作「赤い砂を蹴る」が第163回芥川賞候補作としてノミネートされた。

## 著書
- 『赤い砂を蹴る』（文藝春秋、2020年7月）
- 『夢を見る: 性をめぐる三つの物語』（アジュマ、2022年3月）

編著
- 『わたしたちの中絶　38の異なる経験』大橋由香子と（明石書店、2024年）

## 家族・親族
両親は離婚している。異父弟もいたが若くして亡くなっている。
- 曾祖父 - 津島源右衛門（政治家）
- 曾祖父 - 石原初太郎（地質学者）
- 祖父 - 太宰治（作家）
- 祖母 - 津島美知子
- 母 　- 津島佑子（作家）
- 叔母 - 津島園子（夫は政治家津島雄二）
- 叔母 - 太田治子（作家）
- 従兄 - 津島淳（政治家）